# كيرا كوسارين
كيرا نيكول كوسارين (ولدت في 7 أكتوبر 1997 بوكا راتون، فلوريدا-)، هي ممثلة ومغنية أمريكية، تشارك حالياً في مسلسل آل ثاندرمان الذي يعرض على قناة نكلوديون (قناة تلفزيونية) بشخصية فيبي ثاندرمان، الذي تم للتو انطلاق الجزء الثالث من المسلسل، لقد حصل المسلسل على ترشيح لجائزة الاختيار للاطفال.

## حياتها المبكرة والمهنية
قضت كوسارين سنواتها الأولى في بوكا راتون، فلوريدا، حيث تعلمت رقص الباليه في مسرح بوكا للباليه، ودرست الاعدادية في مدرسة باين كريست، أمها تعمل ممثلة وأبوها يعمل كقائد فرقة موسيقية، قائد موسيقي ومنتج أسطوانات، لذلك نشئت بين التمثيل والرقص والغناء. بعد حضور ورشة عمل التمثيل أمام الكاميرا، شعرت بحب للتمثيل التلفزيوني لذلك قررت الانتقال إلى لوس أنجلوس، كاليفورنيا في 2011, لممارسة مهنتها في التلفزيون. وفقاً لموقع Nickelodeon.com،
رشحت كوسارين لجائزة الاختيار للاطفال 2015، جنباإلى جنب مع كيلي كوكو وعدة أشخاص آخرين، في فئة أفضل ممثلة تلفزيونية. تم الإعلان عن الفائز على الهواء مباشرة 28 مارس، 2015 تم بثه على قناة نكلوديون (قناة تلفزيونية) وقدمه المغني نيك جوناس.
لديها فيلم تلفزيوني، واحد مجنون كروز انتهى تصويره 19 يونيو، 2015 يعرض حالياً على قناة نكلوديون.

## أعمالها الفنية

### أفلام
- العالم الحذق 2011، فيلم قصير
- فتاة مخيفة 2011، فيلم قصير
- هوليوود هالوين 2011، بدور هايدن ، فيلم قصير
- في الليل 'الدكتاتور الجزء 1 - العشوائية 2012، جانيس في كلا الفيلمين، فيلم قصير
- في الليل 'الدكتاتور الجزء 2 - العشوائية 2012
- التلاعب بالكلام 2012، بدور فرانسيس بولمان ، فيلم قصير
- خائفة الحلو 2012، بدور بريت ، فيلم قصير
- واحد مجنون كروز 2015، بدور ايلي جنسن ، فيلم تلفزيوني
- إد شيران 2 2015، بدور دي.آر.ليلي فون ستايل ، أداء صوتي

### مسلسلات
- خضها 2012، بدور رينا
- الثندرمان 2013-الآن، بدور فيبي ثندرمان
- مسكون هاثاوايز 2014، بدور فيبي ثندرمان
- أوسمنيس تي في 2014، بدور أسمها الحقيقي

## روابط خارجية
- كيرا كوسارين على موقع IMDb (الإنجليزية)
- كيرا كوسارين على موقع ميتاكريتيك (الإنجليزية)
- كيرا كوسارين على موقع روتن توميتوز (الإنجليزية)
- كيرا كوسارين على موقع قاعدة بيانات الأفلام العربية
- كيرا كوسارين على موقع ألو سيني (الفرنسية)
- كيرا كوسارين على موقع ميوزك برينز (الإنجليزية)
- كيرا كوسارين على موقع أول موفي (الإنجليزية)
- كيرا كوسارين على موقع أول ميوزيك (الإنجليزية)
- كيرا كوسارين على موقع ديسكوغز (الإنجليزية)
- كيرا كوسارين على موقع قاعدة بيانات الفيلم (الإنجليزية)

http://www.imdb.com/name/nm4114500/